# Quai de Conti
Quai de Conti je nábřeží v Paříži. Nachází se v 6. obvodu.

## Poloha
Nábřeží leží na levém břehu řeky Seiny částečně naproti západnímu cípu ostrova Cité a východnímu konci Louvru mezi mosty Pont Neuf a Pont des Arts. Začíná na křižovatce ulice Rue Dauphine, kde navazuje na Quai des Grands-Augustins, a končí na náměstí Place de l'Institut, odkud pokračuje Quai Malaquais.

## Historie
Nábřeží bylo založeno v roce 1313 společně s Quai des Grands-Augustins jako nejstarší nábřeží v Paříži. Zastavěno bylo v letech 1655-1662, v letech 1851-1853 bylo renovováno. Původní název byl Quai de Nesle podle paláce Hôtel de Nesle, který zde stál, později se jeho názvy měnily na Quai Guénégaud a Quai Conti (podle paláce Hôtel de Conti, jehož hlavní vstup vedl na nábřeží). V roce 1781 bylo nábřeží přejmenováno na Quai de la Monnaie podle Pařížské mincovny a roku 1792 na Quai de l'Unité. Část západně od Francouzského institutu se také nazývala Quai des Quatre-Nations (nábřeží Čtyř národů). Quai de Conti získalo opět svůj název v roce 1814.

## Významné stavby
- Hôtel de la Monnaie, sídlo Pařížské mincovny
- Palais de l'Institut, sídlo Francouzského institutu
- Hôtel de Nesle, dnes již neexistující palác
- Hôtel de Conti, dnes již neexistující palác
- Tour de Nesle, obranná věž, součást středověkého městského opevnění, dnes již neexistující